# Stockfish
Stockfish és un motor d'escacs de codi obert per a múltiples plataformes portàtils i fixos. És compatible amb programari d'escacs per ordinador per mitjà de l'Interfície universal d'escacs (UCI). Com la majoria del programari semblant, suporta paral·lelisme i és compatible amb sistemes operatius de 32 bits i 64 bits. També pot jugar els escacs aleatoris de Fischer.
Va ser desenvolupat per Tord Romstad, Joona Kiiski, Marco Costalba i Gary Linscott així com la comunitat de desenvolupadors de codi obert. Es publica sota la llicència GPLv3. Des del 31 de maig de 2014 la versió 5 està disponible en el llenguatge de programació C++ i també precompilada per a Windows, Linux, Mac, iOS i Android.
Stockfish emana de Glaurung (2004), un antic motor GPL, desenvolupat pel noruec Tord Romstad. Al novembre de 2008, l'italià Marco Costalba va escriure la primera versió de Stockfish a partir del codi font de la versió 2.1 de Glaurung. Després, s'hi van unir Joona Kiiski i el mateix Tord Romstad i van abandonar Glaurung. Costalba va batejar el programari «estocafix» o bacallà assecat, un especialitat de Noruega, el país de Romstad, molt popular a la cuina italiana, el país de Costalba.
L'abril de 2016, Stockfish gaudeix de la primera o segona posició en els rànquings de motors d'escacs als quals competeix contra programes forts com Houdini, Komodo, Rybka, Critter, Gull, entre d'altres.
El 4 de desembre de 2017, Stockfish 8 (versió de l'any 2016) es va enfrontar al mòdul AlphaZero desenvolupat per Google DeepMind, que es basa en aprenentatge reforçat i xarxes neuronals d'intel·ligència artificial. Es van enfrontar en una sèrie de cent partides, la meitat jugant amb blanques i la meitat amb negres. El resultat va ser que AlphaZero en va guanyar 28 i van fer taules en 72. Per obtenir aquest resultat, a AlphaZero només li feia menester de les regles del joc i quatre hores d'entrenament jugant contra si mateix.

## Resultats en competicions internacionals
Stockfish és el campió del Top Chess Engine Championship (TCEC, «campionat de motors d'escads superiors»), el campionat no oficial dels millors motors d'escacs.
| esdeveniment | any  | controls de temps | posició | Ref    |
| ------------ | ---- | ----------------- | ------- | ------ |
| temporada 1  | 2010 | 100+10            | 3       | [ 10 ] |
| temporada 2  | 2011 | 150+30            | 5       | [ 11 ] |
| temporada 4  | 2013 | 150+60            | 2       | [ 12 ] |
| temporada 5  | 2013 | 120+30            | 2       | [ 13 ] |
| temporada 6  | 2014 | 120+30            | 1r      | [ 14 ] |
| temporada 7  | 2014 | 120+30            | 2       | [ 15 ] |
| temporada 8  | 2015 | 180+30            | 2       | [ 16 ] |
| temporada 9  | 2016 | 180+15            | 1r      | [ 17 ] |
| temporada 10 | 2017 | 90+10             | 2       | [ 18 ] |
| temporada 11 | 2018 | 120+15            | 1r      | [ 19 ] |
| temporada 12 | 2018 | 120+15            | 1r      | [ 20 ] |
| temporada 13 | 2018 | 120+15            | 1r      | [ 21 ] |
| temporada 14 | 2018 | 120+15            | 1r      | [ 22 ] |
| temporada 15 | 2019 | 120+10            | 2       | [ 23 ] |
| temporada 16 | 2019 | 120+10            | 1r      | [ 24 ] |
| temporada 17 | 2020 | 90+5              | 2       | [ 25 ] |
| temporada 18 | 2020 | 90+10             | 1r      | [ 26 ] |
| temporada 19 | 2020 | 120+10            | 1r      | [ 27 ] |
| temporada 20 | 2020 | 120+10            | 1r      | [ 28 ] |
| temporada 21 | 2021 | 120+10            | 1r      | [ 29 ] |
| temporada 22 | 2022 | 120+12            | 1r      | [ 30 ] |

| esdeveniment | any  | controls de temps | posició | ref    |
| ------------ | ---- | ----------------- | ------- | ------ |
| copa 1       | 2018 | 30+10             | 1r      | [ 31 ] |
| copa 2       | 2019 | 30+5              | 2       | [ 32 ] |
| copa 3       | 2019 | 30+5              | 2       | [ 33 ] |
| copa 4       | 2019 | 30+5              | 1r      | [ 34 ] |
| copa 5       | 2020 | 30+5              | 1r      | [ 35 ] |
| copa 6       | 2020 | 30+5              | 3r      | [ 36 ] |
| copa 7       | 2020 | 30+5              | 1r      | [ 37 ] |
| copa 8       | 2021 | 30+5              | 1r      | [ 38 ] |
| copa 9       | 2021 | 30+5              | 1r      | [ 39 ] |
| copa 10      | 2022 | 30+3              | 1r      | [ 40 ] |